# Halloween Havoc
Halloween Havoc – gala wrestlingu, która obecnie promowana jest przez WWE, podczas okresu święta Halloween. W latach 1989–2000 była to impreza promowana przez World Championship Wrestling (WCW), jednak po wykupieniu firmy przez World Wrestling Federation (WWF, obecnie WWE) wszystko co należało do federacji, zostało własnością WWF. W 2020 WWE wydało pierwsze wydanie gali pod swoim sztandarem, dla swojej marki NXT.

## Historia
W 1989 roku World Championship Wrestling (WCW) należące do National Wrestling Alliance (NWA) zaplanowało galę pay-per-view (PPV) o tematyce Halloween na 28 października 1989 w Philadelphia Civic Center w Filadelfii w Pensylwanii. Wydarzenie zostało trafnie nazwane Halloween Havoc. Drugie Halloween Havoc zaplanowano na następny rok, ustanawiając w ten sposób Halloween Havoc jako coroczne PPV dla WCW. To drugie wydarzenie było także ostatnim Halloween Havoc wyprodukowanym przez WCW pod szyldem NWA, gdy WCW oddzieliło się od NWA w styczniu 1991.
Wydarzenie z 2000 roku było ostatnim Halloween Havoc wyprodukowanym przez WCW, ponieważ w marcu 2001 roku WCW zostało przejęte przez World Wrestling Federation (WWF); WWF zostało przemianowane na World Wrestling Entertainment (WWE) w 2002 roku („WWE” stało się osieroconym inicjalizmem w 2011 roku). Po 19 latach od przejęcia WCW, WWE wskrzesiło Halloween Havoc dla swojej rozwojowego brandu NXT. Zarówno wydarzenia z 2020, jak i 2021 roku odbyły się jako specjalne odcinki telewizyjne programu telewizyjnego NXT, który były emitowane na USA Network. Jednak wydarzenie w 2022 roku odbyło się w formie transmisji na żywo i było emitowane na Peacocku w Stanach Zjednoczonych i WWE Network na rynkach międzynarodowych. Wydarzenie powróciło do rangi programu telewizyjnego w 2023 roku, ale zostało rozszerzone do dwuczęściowego wydarzenia NXT na USA Network.
W 2014 roku wszystkie PPV WCW, w tym Halloween Havoc, zostały udostępnione w serwisie streamingowym WWE, WWE Network. Od marca 2021 roku są one również dostępne na Peacocku w Stanach Zjednoczonych, ponieważ amerykańska wersja WWE Network połączyła się wówczas pod nazwą Peacock.

## Lista gal
|  | Wspólna gala WCW/nWo |  | Gala brandu NXT |

| #                                                                     | Gala                                                                  | Data                                                                  | Lokalizacja                                                           | Walka wieczoru                                                                                                | Źródło                                                                |
| World Championship Wrestling (WCW)/ National Wrestling Alliance (NWA) | World Championship Wrestling (WCW)/ National Wrestling Alliance (NWA) | World Championship Wrestling (WCW)/ National Wrestling Alliance (NWA) | World Championship Wrestling (WCW)/ National Wrestling Alliance (NWA) | World Championship Wrestling (WCW)/ National Wrestling Alliance (NWA)                                         | World Championship Wrestling (WCW)/ National Wrestling Alliance (NWA) |
| --------------------------------------------------------------------- | --------------------------------------------------------------------- | --------------------------------------------------------------------- | --------------------------------------------------------------------- | --- | --------------------------------------------------------------------- |
| 1                                                                     | Halloween Havoc (1989)                                                | 28 października 1989                                                  | Filadelfia, Pensylwania                                               | Ric Flair i Sting vs. The Great Muta i Terry Funk Thunderdom match, z Bruno Sammartino jako specjalnym sędzią | [ 7 ]                                                                 |
| 2                                                                     | Halloween Havoc (1990)                                                | 27 października 1990                                                  | Chicago, Illinois                                                     | Sting (c) vs. Sid Vicious Singles match o NWA World Heavyweight Championship                                  | [ 7 ]                                                                 |
| World Championship Wrestling (WCW)                                    |                                                                       |                                                                       |                                                                       | |                                                                       |
| 3                                                                     | Halloween Havoc (1991)                                                | 27 października 1991                                                  | Chattanooga, Tennessee                                                | Lex Luger (c) vs. Ron Simmons Two-out-of-three falls match o WCW World Heavyweight Championship               | [ 7 ]                                                                 |
| 4                                                                     | Halloween Havoc (1992)                                                | 25 października 1992                                                  | Filadelfia, Pensylwania                                               | Sting vs. Jake Roberts Coal Miner's Glove match                                                               | [ 7 ]                                                                 |
| 5                                                                     | Halloween Havoc (1993)                                                | 24 października 1993                                                  | Nowy Orlean, Luizjana                                                 | Big Van Vader vsCactus Jack Texas Death match                                                                 | [ 7 ]                                                                 |
| 6                                                                     | Halloween Havoc (1994)                                                | 23 października 1994                                                  | Detroit, Michigan                                                     | Hulk Hogan (c) vs. Ric Flair Steel Cage match o WCW World Heavyweight Championship                            | [ 7 ]                                                                 |
| 7                                                                     | Halloween Havoc (1995)                                                | 29 października 1995                                                  | Detroit, Michigan                                                     | Hulk Hogan (c) vs. The Giant Singles match o WCW World Heavyweight Championship                               | [ 7 ]                                                                 |
| 8                                                                     | Halloween Havoc (1996)                                                | 27 października 1996                                                  | Las Vegas, Nevada                                                     | Hollywood Hogan (c) vs. Randy Savage Singles match o WCW World Heavyweight Championship                       | [ 7 ]                                                                 |
| 9                                                                     | Halloween Havoc (1997)                                                | 26 października 1997                                                  | Las Vegas, Nevada                                                     | Hollywood Hogan vs. Roddy Piper Steel Cage match                                                              | [ 7 ]                                                                 |
| 10                                                                    | Halloween Havoc (1998)                                                | 25 października 1998                                                  | Las Vegas, Nevada                                                     | Goldberg (c) vs. Diamond Dallas Page Singles match o WCW World Heavyweight Championship                       | [ 7 ]                                                                 |
| 11                                                                    | Halloween Havoc (1999)                                                | 24 października 1999                                                  | Las Vegas, Nevada                                                     | Sting (c) vs. Goldberg Singles match o WCW World Heavyweight Championship                                     | [ 7 ]                                                                 |
| 12                                                                    | Halloween Havoc (2000)                                                | 29 października 2000                                                  | Las Vegas, Nevada                                                     | Goldberg vs. KroniK (Brian Adams i Bryan Clark) Elimination handicap match                                    | [ 7 ]                                                                 |
| WWE: NXT                                                              |                                                                       |                                                                       |                                                                       | |                                                                       |
| 13                                                                    | NXT Halloween Havoc (2020)                                            | 28 października 2020                                                  | Orlando, Floryda                                                      | Io Shirai (c) vs. Candice LeRae Tables, Ladders and Scares match o NXT Women’s Championship                   | [ 3 ]                                                                 |
| 14                                                                    | NXT Halloween Havoc (2021)                                            | 26 października 2021                                                  | Orlando, Floryda                                                      | Tommaso Ciampa (c) vs. Bron Breakker Singles match o NXT Championship                                         | [ 4 ]                                                                 |
| 15                                                                    | NXT Halloween Havoc (2022)                                            | 22 października 2022                                                  | Orlando, Floryda                                                      | Bron Breakker (c) vs. Ilja Dragunov vs. JD McDonagh Triple Threat match o NXT Championship                    |                                                                       |
| 16                                                                    | NXT Halloween Havoc (2023)                                            | 24 października 2023                                                  | Orlando, Floryda                                                      | Becky Lynch (c) vs. Lyra Valkyria Singles match o NXT Women’s Championship                                    |                                                                       |
| 16                                                                    | NXT Halloween Havoc (2023)                                            | 31 października 2023                                                  | Orlando, Floryda                                                      | Ilja Dragunov (c) vs. Carmelo Hayes Singles match o NXT Championship                                          |                                                                       |
| 17                                                                    | NXT Halloween Havoc (2024)                                            | 27 października 2024                                                  | Hershey, Pensylwania                                                  | Trick Williams (c) vs. Ethan Page Devil’s Playground match o NXT Championship                                 |                                                                       |